# Pellenes dyali
Pellenes dyali är en spindelart som beskrevs av Roewer 1951. Pellenes dyali ingår i släktet Pellenes och familjen hoppspindlar. Inga underarter finns listade i Catalogue of Life.